# Pardosa baehrorum
Pardosa baehrorum är en spindelart som beskrevs av Torbjörn Kronestedt 1999. Pardosa baehrorum ingår i släktet Pardosa och familjen vargspindlar. Inga underarter finns listade i Catalogue of Life.